# Golf de Rougemont
Golf de Rougemont is een Belgische golfclub in Profondeville in de provincie Namen. Er zijn een drivingrange, een putting green en een chipping green.
De golfbaan is in 1986 door enkele lokale golfliefhebbers opgericht. Het 20e-eeuwse kasteel dient als clubhuis.
Elke hole heeft een eigen naam gekregen, zoals Le Loup, La Poire of Le Potager.
In 2017 werd het plan bekend gemaakt om een deel van het golfterrein te gebruiken voor de bouw van woningen. Dit plan werd een jaar later afgeblazen.